# اچیتند
اچیتند (به لاتین: Achitende) در زامبیا است که در northern province, zambia واقع شده‌است.